# Sergi Cuenca i Gallego
Sergi Cuenca (Puig-reig, 1976) és un músic, pianista i compositor, conegut sobretot com a director musical de teatre musical.

## Formació, etapa berguedana i docència
Va estudiar piano amb Maria Coma, Montserrat Gabarrós i Jordi Vilapriñó, harmonia, contrapunt i fuga amb Ricard Cuadra, composició i instrumentació amb Josep Soler, direcció d'orquestra amb Lluís Vila i Antoni Ros-Marbà i cant amb M. Àngels Miró i Susanna Domènech. El 1996 obtingué menció d'honor de cant al conservatori de Barcelona.
Els seus primers passos musicals van ser al seu poble, Puig-reig, on, encara a la infantesa i adolescència, va cantar i acompanyar la Coral Infantil Cors Alegres, i posteriorment va cantar i tocar com a segon pianista amb la coral Polifònica de Puig-reig.
Ha estat professor de l'Escola Municipal de Música de Berga, on fou també director de la coral i de la Banda; ha col·laborat com a director amb l'orquestra de cambra del Berguedà. Ha estat molt vinculat amb la música de la Patum, on, a més de tocar i dirigir la banda que toca acompanyant els salts i balls a la plaça, ha fet arranjaments i ha compost noves peces per a la festa. D'altra banda, ha estat implicat en l'organització i la direcció dels Concerts de la Patum, Memorial Ricard Cuadra, i actualment encara hi participa.
També ha estat professor de l'escola Aules de Barcelona.

## Teatre musical
El primer musical en què va treballar va ser Rent (1999) com a pianista i director musical en la gira i temporada a Madrid. Posteriorment ha estat pianista i director musical assistent de El temps de Planck de Sergi Belbel i Òscar Roig, dins el Festival Grec 2000. Ha estat a càrrec de la coordinació musical de Notre-Dame de Paris. Ha estat director musical assistent de Gaudí, de Jordi Galceran, Esteve Miralles i Albert Guinovart, i Orfeu als inferns al Teatre Romea de Barcelona. Ha exercit la direcció musical a Porter paradís (2003) d'Ever Blanchet sobre la vida de Cole Porter i amb música d'aquest autor; també a l'obra Paradís (2005). L'any 2004 va actuar com a primer pianista i director musical ocasional de l'aclamat musical Mar i cel amb Dagoll Dagom. El 2007 va ser finalista als premis Max en l'apartat de direcció musical per Hop!era.
Amb El Musical més Petit ha participat com a pianista en els programes de ràdio de Catalunya Cultura La quarta paret i Faunes, i com a director musical de Molt soroll X Shakespeare; ha estat director musical del doblatge en català i castellà de la pel·lícula Kikirikú i la bruixa i director musical i pianista del musical Hedwig & el centrímetro cabreado. També ha estat el director musical de les obres: Off Broadway (2005), Tu, Jo, Ell, Ella... i 10 anys més (2006), De pel·lícula (2007), Aquests cinc anys (2008), El llibre de la selva (2010).
El 2009 es va fer càrrec de la direcció musical de l'espectacle Chicago a Madrid., i el 2011 de la direcció musical de Hair, també a Madrid. Seguint en aquesta línia, el 2013 es va fer càrrec de la direcció de l'orquestra a El rey León a Madrid. En el camp de l'òpera, va fer una primera incursió en el teatre líric al setembre de 2014, com a assistent de direcció musical a l'òpera El barber de Sevilla, i actualment continua com a assistent del director del Gran Teatre del Liceu, el també puig-regenc Josep Pons i Viladomat.

## Obra
Com a compositor, cal destacar el primer premi del concurs de composició Premi Ciutat de Reus l'any 1997. Ha col·laborat com a arranjador en el concert del 20è aniversari de Catalunya Ràdio celebrat al Gran Teatre del Liceu. És autor de la cantata d'obertura dels X Jocs Mundials De Policies i Bombers de Barcelona 2003, amb el títol Se la juguen per tu, també és autor de l'espot de Nadal 2003 de l'Orquestra Simfònica de Galícia, enregistrat per la mateixa orquestra. Cal destacar la participació en la nit dels Premis de la Cultura Balear 2003 amb l'obra "Versos sonors de Joan Alcover i Miquel Costa i Llovera” i ha escrit la música del monòleg Sentiments. El Rotary Club del Berguedà li va encarregar una Missa Patumaire, amb text en llatí i música inspirada en les melodies de la Patum, que des de 2009 s'interpreta cada any durant les festes de Corpus. És coautor del llibre Músiques de la Patum, juntament amb el bibliògraf Ramon Felipó, editat el 2008.